# 喻時 (嘉靖進士)
喻时（1507年—1571年），字中甫，号吴皋、九山，河南汝寧府光州（今光山县）籍江西丰城县人。明朝官員。

## 生平
嘉靖十年（1531年）辛卯科河南鄉試第六名舉人，嘉靖十七年（1538年）戊戌科進士。授吴江知縣，二十一年十一月擢浙江道试御史，歴按山西、四川，三十四年十二月升官应天府府丞，三十八年二月升南京太仆寺卿，五月迁右佥都御史、巡抚保定，十二月改南京右佥都御史、提督操江。四十年閏五月进右副都御史、总督漕运巡抚凤阳，十二月改任总督陕西三边军务，次年七月到任。四十二年四月升南京兵部右侍郎、总督河道，五月改兵部右侍郎、协理京营戎政，十一月調改南京兵部。隆庆四年（1570年）八月起復南京户部右侍郎兼提督粮储，隆庆五年（1571年）正月二十九日卒，年六十五，賜祭葬。

## 著作
著作有《吴皋先生文集》、《海上老人别集》。

### 巴縣羅漢寺吳皋過灘舟夜重慶三詩碑

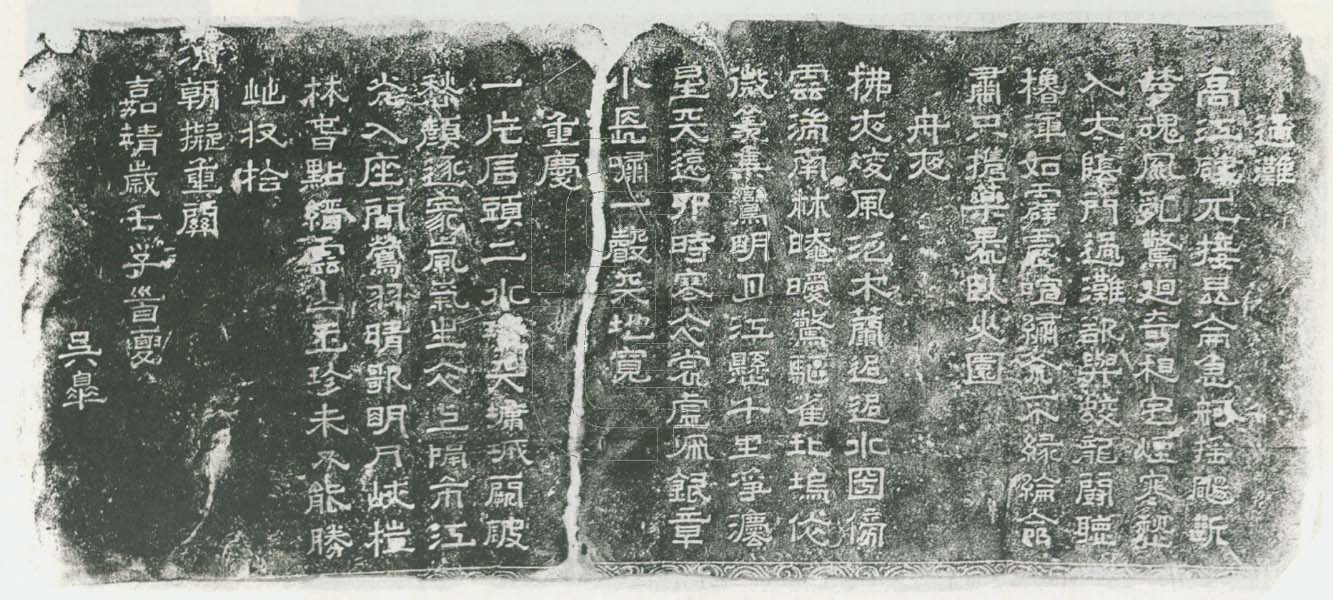
巴縣羅漢寺吳皋過灘舟夜重慶三詩碑

- 過灘：高江硉兀接昆侖，急舸搖颺斷夢魂。風亂驚廻奇相宅，煙寒愁入太陰門。過灘欲與蛟龍鬬，聽櫓渾如霹靂喧。繡斧不緣綸命肅，只攜藥裹臥山園。
- 舟夜：拂夜凌風泛木蘭，迢迢水國傍雲湍。南林晻曖驚驅雀，北塢依微羡集鸞。明月江懸千里浄，灋星天遠四時寒。衣裳虛佩銀章小，長嘯一聲天地寬。
- 重慶：一片石頭二水環，天墉城闕破愁顏。逐家嵐氣生衣上，隔市江光入座間。鶯羽晴歌明月峽，榿林春點縉雲山。玉珍未必能勝此，收拾清朝擬重關。

## 家族
曾祖父喻克恭；祖父喻孟烈；父親喻宣，監生。母夏氏；前母李氏。慈侍下。兄喻止。